# Route nationale 391
Pour les articles homonymes, voir Route 391.
La route nationale 391, ou RN 391, était une route nationale française reliant Le Chesne à La Bascule. À la suite de la loi de 1972, elle a été déclassée en RD 991.

## Ancien tracé du Chesne à La Bascule (D 991)
- Le Chesne (km 0)
- Louvergny (km 5)
- Chagny (km 9)
- Bouvellemont (km 12)
- Les Hauts-Chemins, commune de Baâlons (km 15)
- La Crête-Mouton, commune de Mazerny (km 16)
- La Bascule, commune de Montigny-sur-Vence (km 19)